# Гончарук, Владимир Андреевич
Владимир Андреевич Гончарук (1918—1942) — лейтенант Рабоче-крестьянской Красной Армии, участник Великой Отечественной войны, Герой Советского Союза (1943).

## Биография
Владимир Гончарук родился 23 марта 1918 года в селе Чемериское в семье крестьянина. Окончил семь классов школы, после чего работал лаборантом на табачно-махорочной фабрике. Окончил рабфак связи в Одессе. В 1939 году Гончарук был призван на службу в Рабоче-крестьянскую Красную Армию. В 1940 году он окончил Харьковскую военную авиационную школу лётчиков-наблюдателей. С июня 1941 года — на фронтах Великой Отечественной войны, был стрелком-бомбардиром 44-го скоростного бомбардировочного авиаполка Ленинградского фронта.
За время своего участия в боевых действиях Гончарук совершил 58 боевых вылетов на бомбардировку скоплений вражеских войск. 12 июля 1942 года в районе населённого пункта Лемболово Всеволожского района Ленинградской области самолёт Гончарука был подбит. Экипаж (помимо Гончарука, в него входили капитан Семён Алёшин и старший сержант Николай Бобров) решил не прыгать с парашютами, а обрушить горящий самолёт на вражескую артиллерийскую батарею, что и было сделано.
Указом Президиума Верховного Совета СССР от 10 февраля 1943 года лейтенант Владимир Гончарук посмертно был удостоен высокого звания Героя Советского Союза. Также посмертно был награждён орденом Ленина.
На месте гибели экипажа установлен обелиск, в селе Чемериское установлен памятник Гончаруку. В его честь в СССР назывался колхоз в селе Чижовка Звенигородского района.

## Память

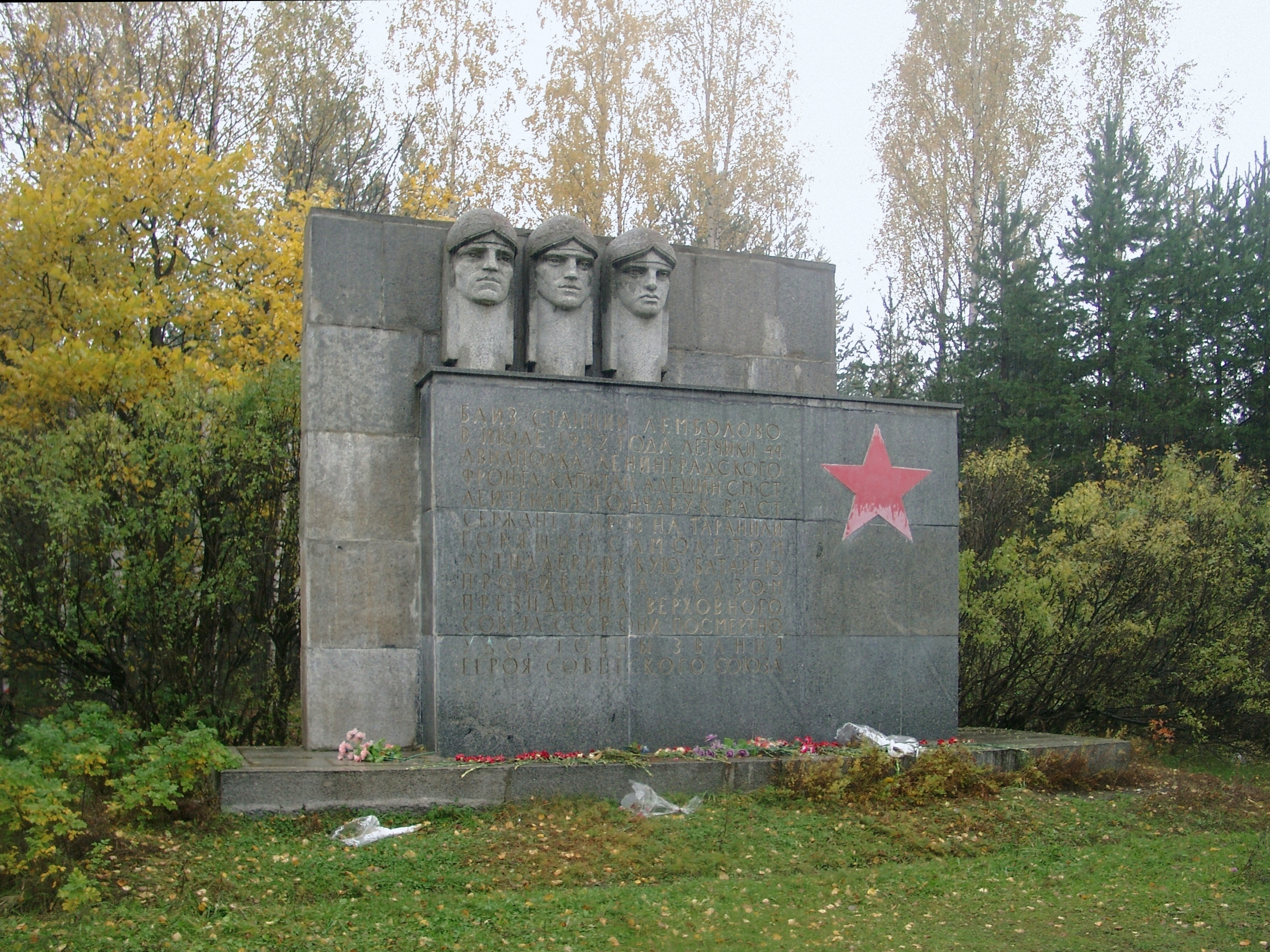
400пксМонумент на месте гибели экипажа/

- У станции Лемболово на месте героической гибели экипажа, в состав которого входили Герои Советского Союза, удостоенные этого звания посмертно (командир звена капитан Алёшин Семён Михеевич, стрелок-бомбардир лейтенант Гончарук Владимир Андреевич и воздушный стрелок-радист старший сержант Бобров Николай Александрович), установлен монумент с мемориальной доской[3].